# Giuliano Zincone
Giuliano Zincone (Roma, 20 dicembre 1939 – Roma, 2 giugno 2013) è stato un giornalista e scrittore italiano, inviato ed editorialista del Corriere della Sera.

## Biografia
Figlio di Vittorio, giornalista e politico, è stato una delle firme del Corriere della Sera e diresse il quotidiano di Genova Il Lavoro (1979-1981). Malgrado la scoperta di una grave malattia ai polmoni, nei suoi ultimi anni aveva collaborato anche con i quotidiani Il Foglio e Il Sole 24 Ore, iniziando a scrivere una rubrica autobiografica per il Corriere, cronaca della sua malattia.
Nel 1999 il suo nome compare nel cosiddetto dossier Mitrochin (parte del corposo archivio Mitrochin riguardante le attività illegali dei servizi segreti sovietici in Italia) in cui viene indicato come contatto italiano del KGB, nome in codice Zvyagin ma viene scagionato da ogni accusa sia dalla magistratura nel 2000 che dalla commissione bicamerale incaricata ad indagare nel 2002.
È sepolto a Cave.

## Opere

### Saggi
- Dizionario della contestazione, a cura di, in Salvatore Cosentino, Il seme della protesta, Catania, Giannotta, 1969.
- La pelle di chi lavora. Reparto infortuni. Un testo teatrale; un'inchiesta, molte lettere e una polemica, un'intervista con Giorgio Benvenuto, testi poetici operai, Roma, Cooperativa scrittori, 1977.
- Gente alla deriva, con Susanna Agnelli, Milano, Rizzoli, 1980.
- Vietnam, con David Tornquist, Milano, Touring club italiano, 1991. ISBN 88-365-0465-5.

### Romanzi
- Edizione straordinaria, Milano, Mazzotta, 1979.
- Vita, vita, vita!, Milano, Rizzoli, 1985. ISBN 88-17-66978-4.
- Il miele delle foglie, Venezia, Marsilio, 1995. ISBN 88-317-6200-1.
- Ci vediamo al Bar Biturico, come Paolo Doni, Parma, Guanda, 2006. ISBN 88-8246-885-2.
- Niente lupi, Milano, Rizzoli, 2009. ISBN 978-88-17-03368-8.

### Varie
- Lo stivaletto malese. 4 testi teatrali dell'assurdo, Capri, La conchiglia, 1996. ISBN 88-86443-15-3.
- Giovanni Foppa vuole cambiar vita. Poemetto in sedici canti tra Prima e Seconda repubblica, Roma, Liberal, 1997. ISBN 88-86838-26-3.
- Palazzo Cùccumo e altre storie, Firenze, Liberal libri, 2002. ISBN 88-8270-048-8.

## Curiosità
Fu lui il giornalista che fece una favorevole recensione al libro (o libretto come definito dagli autori) "Porci con le ali" divenuto un noto successo editoriale nel 1976 e un fenomeno di costume.